# Linda Fite
Pour les articles homonymes, voir Fite.
Linda Fite est une scénariste de comics, créatrice du personnage de The Cat.

## Biographie
Linda Fite commence à travailler dans les comics comme assistante de responsable éditorial chez Marvel Comics. Elle convainc Roy Thomas, alors responsable éditorial de lui confier l'écriture de scénarios. Ses premières histoires paraissent dans deux des comics qui se vendent le moins à l'époque Rawhide Kid et les X-Men. En 1972 Roy Thomas lui propose d'écrire les scénarios d'une nouvelle série Claws of the Cat, avec des dessins de Marie Severin et Wally Wood qui fait partie d'un groupe de comics destiné à un public féminin avec les titres Night Nurse et Shanna, the She-Devil. Malheureusement ces trois titres sont des échecs et Claws of the Cat est arrêté après quatre numéros. Elle est mariée à Herb Trimpe avec qui elle a eu trois enfants. Retirée du monde des comics elle travaille pour le journal Times Herald-Record à Middleton dans l'état de New York.